# 巴比莫斯特
巴比莫斯特（波蘭語：Babimost）是波蘭的城鎮，位於盧布斯卡省，距離波茲南75公里，始建於13世紀。面積3.65平方公里，2024年人口3,818。

## 外部連結
- Jewish Community in Babimost （页面存档备份，存于） on Virtual Shtetl

52°10′N 15°49′E / 52.167°N 15.817°E
1. ↑  , Główny Urząd Statystyczny, 2024-07-22  [2025-02-03], （原始内容存档于2024-12-04） （波兰语）